# Thư thứ nhất gửi tín hữu Thêxalônica
Thư thứ nhất gửi tín hữu Thêxalônica là bức thư do Sứ đồ Phaolô viết và đã được xếp vào danh sách các quyển của Tân Ước của Kitô giáo.

## Thời gian và bối cảnh
Năm 50 CN, trong cuộc hành trình truyền giáo thứ hai, Phaolô dừng chân tại Thêxalônika (Thessaloniki - thủ phủ tỉnh Macedonia, Đế quốc La Mã), sau khi đã đi qua Philípphê (Philippi), đi cùng ông là Xila (Silas) và Timôthê (Timothy). Thêxalônica là một thành phố quy tụ nhiều sắc tộc, và cũng như nhiều nơi khác, người Do Thái tại đây không chấp nhận lời truyền giảng của Phaolô, họ chống đối, tố cáo ông kịch liệt, nên ông phải vội vàng rời khỏi đó. Phần lớn nghiên cứu hiện đại cho rằng, thư này được viết tại Côrintô (Corinth) năm 52 CN.

## Nội dung
Trong thư, Phaolô bày tỏ niềm thương nhớ cộng đoàn Kitô hữu tại Thêxalônica "non nớt" phải bỏ lại, không biết làm sao để củng cố đức tin (1 Tx 2,17) trong khi người Do Thái vẫn tiếp tục vu khống (2,3-6).
Đặc biệt, thư này đề cập đến giáo lý về cánh chung, tức là những biến cố "thời sau hết" (ngày tận thế), nhắc nhớ Kitô hữu rằng, họ phải chờ Chúa Giêsu trở lại. Trong khi giáo dân Thêxalônica thắc mắc: số phận các tín hữu chết trước ngày Chúa Giêsu trở lại thì sẽ ra sao? họ có bị thiệt thòi hơn những người còn sống không? Phaolô trả lời rằng, niềm hy vọng của họ vẫn còn đó, vì dựa trên việc Chúa Giêsu đã Phục sinh và trên quyền năng Thiên Chúa đã thực hiện việc ấy, mọi tín hữu đã tin vào Chúa Giêsu sống lại sẽ có niềm hy vọng tham dự vào vinh quang với Người. Tuy nhiên, Phaolô đã không muốn hoặc không thể trả lời cho câu hỏi về ngày giờ và thời gian Chúa Giêsu trở lại (5,2-3).

## Các Bản Dịch Việt Ngữ
- Thư 1 gửi tín hữu Thê-xa-lô-ni-ca (Nhóm Phiên dịch CGKPV) - Ủy ban Kinh Thánh, Hội đồng Giám mụcViệt Nam
- I Tê-sa-lô-ni-ca - Thư Viện Tin Lành.